# Villanueva de la Jara
Villanueva de la Jara község Spanyolországban, Cuenca tartományban. Villanueva de la Jara Iniesta, Villagarcía del Llano, Quintanar del Rey, Casasimarro, El Picazo, Pozorrubielos de la Mancha és El Peral községekkel határos. Lakosainak száma 2340 fő (2024).

## Népesség
A település népessége az utóbbi években az alábbiak szerint változott:
| Lakosok száma | 2427 | 2232 | 2132 | 2030 | 2383 | 2273 | 2269 | 2249 | 2280 | 2340 |
|               | 2001 | 2004 | 2006 | 2009 | 2011 | 2014 | 2016 | 2019 | 2021 | 2024 |